# Rzeżucha drobnokwiatowa
Rzeżucha drobnokwiatowa (Cardamine parviflora L.) – gatunek rośliny z rodziny kapustowatych. Występuje w Europie, Azji i Ameryce Północnej.  
W Polsce jest gatunkiem rzadkim; rośnie tylko w części południowo-zachodniej.

## Morfologia
ŁodygaZygzakowato pogięta, naga, o wysokości 7-30 cm.
LiścieZłożone, bez uszek u nasady. Listki siedzące, całobrzegie. Listki liści dolnych podługowate, górnych - równowąskie.
KwiatyBiałe. Działki kielicha o długości ok. 1 mm. Płatki korony drobne, wąskie, wyprostowane, o długości 2-25 mm.
OwocSkierowane w górę łuszczyny o długości 3-7 mm, na odstających szypułkach. Nie przewyższają szczytu kwiatostanu..

## Biologia i ekologia
Roślina jednoroczna. Rośnie w rowach, na brzegach rzek i w innych miejscach wilgotnych. Kwitnie od maja do lipca. Liczba chromosomów 2n = 16.

## Zagrożenia i ochrona
Roślina umieszczona na polskiej czerwonej liście w kategorii EN (zagrożony).